# سقف الدماغ المتوسط
سقف الدماغ المتوسط (بالإنجليزية: Midbrain tectum)‏ هو منطقة من الدماغ وتحديداً القسم الظهري من الدماغ المتوسط. يكون السقف مسؤولا عن المنعكسات السمعية والبصرية. بسبب احتوئه على الأكيمات (باللاتينية: Colliculi).

## الأكيمات
يحتوي سقف الدماغ المتوسط في جسم الإنسان البالغ على أربع أكيمات، (أكيمات في اللغة العربية هي تصغير من أكمة وتعني تلة صغيرة أو جبل صغير):
- أكيمتان علويتان: مسؤولتان عن التحليل البصري البدائي والتحكم بحركات العينين. في الفقاريات غير الثدييات (بالإنجليزية: In non-mammalian vertebrates)‏ تقوم هاتان الأكيمتان مقام الباحة البصرية الأساسية حيث تقومان بعمل مشابه الباحة البصرية في القشرة المخية عند الثدييات.
- أكيمتان سفليتان: مسؤولتان عن التحليل السمعي.